# Akira Toshima
Akira Toshima (戸島 章 Toshima Akira?), född 4 oktober 1991 i Miyagi prefektur, är en japansk fotbollsspelare.
Toshima började sin karriär 2010 i JEF United Chiba. Efter JEF United Chiba spelade han för Fujieda MYFC, FC Machida Zelvia, Yokohama FC och Omiya Ardija.